# Hans Speek
Hans Speek, född 4 februari 1920 i Novorossijsk i Ryssland, död 28 augusti 2008 i Stockholm, var en arkitekt. 
Speel föddes i Kaukasus under Ryska inbördeskriget av estniska föräldrar. De återvände till Tallinn där Hans påbörjade sina tekniska studier. Efter krigsutbrottet och faderns deportation till Sibirien tog sig Hans Speek via Finland till Sverige där han fortsatte arkitektstudierna vid Kungliga Tekniska Högskolan i Stockholm till 1950. Han fick var anställd hos Erik Lallerstedt, varefter han drev egen arkitektverksamhet i Stockholm. Tillsammans med Bertil Engstrand vann han 1965 tävlingen om Martin Luthers kyrka i Halmstad. Han vann vidare Kasper Salin-priset för småhusområdet Solbacka, Norrtälje 1979 (tillsammans med Ola Bengtsson och Bertil Engstrand).